# Stará Kremnička
Stará Kremnička je obec na Slovensku v okrese Žiar nad Hronom.
V roce 2015 zde žilo 1 111 obyvatel. První písemná zmínka se datuje do roku 1442, kdy byla obec známa jako Okermecz, v roce 1481 pak jako Okrempniczka. V obci je římskokatolický kostel svatého Imricha z roku 1890.
Obcí prochází železniční trať Zvolen – Vrútky. Tato trať byla vybudována v letech 1870–1872.